# Шунько Єлизавета Євгенівна
Шунько Єлизавета Євгенівна — доктор медичних наук, професор, заслужений діяч науки і техніки України, завідувач кафедри неонатології Національної медичної академії післядипломної освіти ім. Шупика.

## Біографічні відомості
Народилась 1 травня 1958 року в м. Києві. Після закінчення середньої школи № 147 м. Києва вступила на педіатричний факультет Київський медичний інститут.

### Освіта
1982 року закінчила педіатричний факультет Київський медичний інститут з відзнакою.
1982—1984 — навчалась в клінічній ординатурі Інституту педіатрії, акушерства та гінекології НАМН України за спеціальністю «Неонатологія».
З 1984 року працює на кафедрі неонатології Національної медичної академії післядипломної освіти.
В 1989 році під керівництвом проф. Катоніної С. П. захистила кандидатську дисертацію за спеціальністю «Педіатрія» на тему «Клиника и диагностика клебсиеллезной инфекции у новорожденных».
Вчитель — завідувач кафедри неонатології 1977—1996 рр. професор Катоніна Світлана Петрівна.

### Захист дисертаційних робіт
24 січня 1996 року захистила дисертаційну роботу на здобуття наукового ступеня доктора медичних наук за спеціальністю «Педіатрія» на тему «Прогнозування, клініко-імунологічні та мікробіологічні критерії діагностики, вдосконалення комплексного лікування і профілактики інфекцій у новонароджених». Науковий консультант професор Катоніна С. П.

### Лікувальна і наукова діяльність
З 1996 р. працює на посаді завідувача кафедри неонатології Національної медичної академії післядипломної освіти ім. П. Л. Шупика. У 2001 р. присвоєно вчене звання професора.
У період 2005—2009 рр. — вчений секретар Медичної академії післядипломної освіти.
З 2009 р. по квітень 2015 р. — декан педіатричного факультету Медичної академії післядипломної освіти.
З 2005 по 2016 рік — головний позаштатний спеціаліст з неонатології МОЗ України.
Сфера наукових інтересів
- Фізіологія та патологія новонароджених
- Здоровий початок життя
- Сучасні перинатальні технології
- Інтенсивна терапія
- Виходжування передчасно народжених дітей.

Має вищу кваліфікаційну категорію з неонатології.
Має понад 270 наукових праць, включаючи підручник, монографію, навчальні посібники, методичні рекомендації, патенти на винахід, наукові статті.
Є членом робочої групи МОЗ України з розробки клінічних протоколів та настанов медичної допомоги новонародженим.
Міжнарожна співпраця з Дитячим фондом ООН в Україні «ЮНІСЕФ», Україно-Швейцарською програмою «Здоров'я матері та дитини».

## Праці

### Друковані праці
1. Неонатологія: національний підручник: у 2 т. / За.ред. професора Шунько Є. Є. — К., 2014, — Т. 1. — 960 с., Т. 2. — 640 с. http://lib.inmeds.com.ua:8080/jspui/handle/lib/1752, http://lib.inmeds.com.ua:8080/jspui/handle/lib/1785
2. СРАР як метод респіраторної терапії новонароджених: електронний навчальний посібник за редакцією Добрянського Д. О., Шунько Є. Є., Кончаковської Т. В.– К., 2015.
3. Початкова і реанімаційна допомога новонародженому: електронний навчальний посібник за редакцією Шунько Є. Є., Добрянського Д. О., Краснової Ю. Ю.– К., 2015.
4. Дихальна підтримка у новонароджених дітей, Частина 1, 2// навчальний посібник під редакцією Вдовиченка Ю. П., Гойди Н. Г., Добрянського Д. О., Шунько Є. Є. — К.: 2011. — 522с.-612 с.
5. Стабілізація стану новонародженої дитини перед транспортуванням і допомога під час транспортування // навчальний посібник під редакцією Гойди Н. Г., Добрянського Д. О., Шунько Є. Є. — К.: 2011. — 580 с.
6. Еталони практичних навичок з неонатології: навчально-методичний посібник / Шунько Є. Є., Пясецька Н. М., Кончаковська Т. В.,– К., 2011—256 с.
7. Діагностика, лікування і профілактика респіраторного дистрес-синдрому новонароджених // Метод. рекоменд. Шунько Є. Є., Вдовиченко Ю. П., Романенко Т. Г., Кончаковська Т. В., Лакша О. Т.- К.- 2005.-45с.
8. Перинатальний сепсис / Шунько Є. Є., Ханес Г. С., Лакша О. Т. — К.,-Рутенія.- 2001.- 64с.
9. Грудне вигодовування.// Навчальний посібник Моісеєнко Р. О., Шунько Є. Є., Костюк О. О.. — К.- 2001.

### Патенти
1. Нововведення: Моніторинг ротавірусної інфекції у новонароджених з перинатальною патологією, 2002 рік
2. Нововведення: Застосування препарату «Лаферон» в комплексній терапії ротавірусної інфекції у новонароджених, 2004 рік
3. Нововведення: Спосіб лікування новонароджених дітей з проявами інфікування в ранньому неонатальному періоді, 2007 рік
4. Нововведення: Застосування збагачувача грудного молока для вигодовування недоношених дітей, 2012 рік
5. Нововведення: Скринінг слуху у новонароджених шляхом реєстрації викликаної отоакустичної емісії, 2012 рік
6. Нововведення: Метод застосування збагачувача грудного молока для вигодовування недоношених дітей, 2012 рік
7. Нововведення: Профілактика бактеріальних інфекцій у хворих новонароджених та застосування пробіотиків в комплексному лікуванні новонароджених з клінічними проявами інфекцій, 2012 рік
8. Нововведення: Профілактика та лікування некротичного ентероколіту (НЕК) у хворих новонароджених, 2012 рік
9. Патент на винахід: Спосіб лікування вірусних гепатитів у новонароджених, 2001 рік
10. Патент на винахід: Спосіб ранньої діагностики гіпоксично-ішемічного ураження центральної нервової системи новонароджених, 2002 рік
11. Патент на винахід: Спосіб лікування новонароджених з виразково-некротичним ентероколітом, 2004 рік
12. Патент на корисну модель: Спосіб прогнозування наслідків перенесеної перинатальної патології у дітей, 2010 рік

### Перелік ключових публікацій
1. Шунько Є. Є., Бєлова О. О., Лакша О. Т., Орлова Т. О., Старенька С. Я. Аналіз перинатальної патології дітей, які народились з дуже малою масою тіла, і стану здоров'я їхніх матерів. Здоровье женщины. 2016. № 1 (107). С. 176—179. http://med-expert.com.ua/media/WH_01_2016/index.html#176/z
2. Шунько Є. Є., Бєлова О. О., Путкарадзе Р. В., Бакаєва О. М., Ніконова Л. В. Аналіз особливостей постнатального фізичного розвитку дітей з дуже малою масою тіла при народженні в умовах відділення інтенсивної терапії та виходжування новонароджених. Современная педиатрия. 2016. № 2 (74). С. 11 — 14. http://med-expert.com.ua/media/SP_02_2016/index.html#11/z
3. Шунько Є. Є., Бєлова О. О. Особистісна і реактивна тривожність у матерів, що народили дітей з дуже малою та надзвичайно малою масою тіла. Современная педиатрия. 2015. № 7 (71). С. 119—122. http://med-expert.com.ua/media/SP_07_2015/index.html#119/z
4. Шунько Є. Є., Бєлова О. О., Путкарадзе Р. В. Сучасні стратегії ентерального харчування новонароджених з дуже малою масою тіла при народженні (огляд літератури). Молодий вчений. 2015. № 4 (19). Ч. 3. С. 82 — 86. http://molodyvcheny.in.ua/files/journal/2015/4/93.pdf
5. Шунько Є. Є.; Сюрха Ю. П.; Бєлова О. О. Клінічні спостереження за новонародженими від багатоплідної вагітності Зб. наук. спраць співробіт. НМАПО імені П. Л. Шупика 23 (3)/2014 http://lib.inmeds.com.ua:8080/jspui/handle/lib/1573
6. Шунько Є. Є.; Тишкевич В. М.; Костюк О. О.; Краснова Ю. Ю.; Ткачук О. О. Організація та перспективи розвитку перинатальної допомоги в Україні Неонатологія, хірургія та перинатальна медицина Т. ІІІ, № 3(9), 2013 http://lib.inmeds.com.ua:8080/jspui/handle/lib/1528
7. Шунько Є. Є.; Іванова Т. П.; Костюкова Д. М.; Орлова Т. О.; Ніконова Л. В.; Чайковська О. Е. Нейромоніторинг в неонатології: диференційна діагностика пароксизмальних станів у передчасно народжених дітей. Зб. наук. праць співробіт. НМАПО імені П. Л. Шупика 26/2016 http://lib.inmeds.com.ua:8080/jspui/handle/lib/1674%5Bнедоступне+посилання+з+жовтня+2019%5D
8. Шунько Є. Є.; Бєлова О. О.; Фус С. В. Биоэлементный портрет новорожденных с очень низкой массой тела и их матерей. «Pediatrics. Eastern Europe» 2016, volume 4, № 1 http://lib.inmeds.com.ua:8080/jspui/handle/lib/1672%5Bнедоступне+посилання+з+жовтня+2019%5D
9. Шунько Є. Є.; Пясецька Н. М.; Сіренко О. І. Особливості адаптації передчасно народжених дітей з гестаційним віком 34 (0/7) — 36 (6/7) тижнів (огляд літератури) Современная педиатрия 7(71)/2015 http://lib.inmeds.com.ua:8080/jspui/handle/lib/1572%5Bнедоступне+посилання+з+жовтня+2019%5D
10. Шунько Є. Є.; Ковальова О. М. Обґрунтування пріоритетів Національного плану дій з припинення попереджувальних смертей новонароджених у рамках глобальної стратегії ООН «Кожна Жінка, Кожна Дитина». Економіка і право охорони здоров'я.No 2 (2), 2015 http://lib.inmeds.com.ua:8080/jspui/handle/lib/1565%5Bнедоступне+посилання+з+жовтня+2019%5D
11. Шунько Є. Є.; Лакша О. Т.; Кончаковська Т. В.; Краснова Ю. Ю.; Сіренко О. І. Паліативна допомога в неонатології: проблемні питання. Міжнародний журнал «Реабілітація та паліативна медицина» № 2 (2) 2015 http://lib.inmeds.com.ua:8080/jspui/handle/lib/1517%5Bнедоступне+посилання+з+жовтня+2019%5D
12. Шунько Є. Є.; Лакша О. Т.; Бєлова О. О.; Кончаковська Т. В.; Орлова Т. О.; Король О. Г.; Старенька С. Я. Шляхи розвитку неонатології в Україні у XXI столітті — впровадження світових стандартів надання медичної допомоги глибоконедоношеним дітям та їх подальша медико-соціальна реабілітація. Современная педиатрия 1(29)/2010 https://web.archive.org/web/20180305131430/http://lib.inmeds.com.ua:8080/jspui/handle/lib/1529
13. Шунько Є. Є., Косаковський А. Л., Бєлова О. О. Лакша О. Т. Скринінг